# 福岡県道746号竹野志塚島線
福岡県道746号竹野志塚島線（ふくおかけんどう746ごう たけのしつかしません）は、福岡県久留米市を通る一般県道である。

## 概要
久留米市田主丸町竹野から久留米市田主丸町志塚島に至る。
旧浮羽郡田主丸町の中西部を南から北へ貫く。東西に並行する国道210号と福岡県道151号浮羽草野久留米線との間を連絡する路線として利用可能。同様に連絡する路線として近くには、東に福岡県道70号田主丸黒木線、西に福岡県道743号中尾大刀洗線がある。

### 路線データ
- 起点：福岡県久留米市田主丸町竹野（福岡県道151号浮羽草野久留米線交点）
- 終点：福岡県久留米市田主丸町志塚島（福岡県道745号菅原豊城線交点）

## 路線状況

### 道路施設

#### 橋梁
- 江口橋（巨瀬川、久留米市）

## 地理

### 通過する自治体
- 久留米市

### 交差する道路
| 交差する道路                  | 交差する場所   | 交差する場所       |
| ----------------------------- | -------------- | ------------------ |
| 福岡県道151号浮羽草野久留米線 | 田主丸町竹野   | 起点               |
| 国道210号                     | 田主丸町以真恵 | 川会小学校前交差点 |
| 福岡県道745号菅原豊城線       | 田主丸町志塚島 | 終点               |

### 交差する鉄道
- 久大本線

### 沿線
- 久留米市立竹野小学校
- 久留米市立川会小学校
- 雲雀川